# Jane Eyre (film 1914 Crane)
Jane Eyre è un cortometraggio muto del 1914 diretto da Frank Hall Crane dal romanzo omonimo di Charlotte Brontë. Nel luglio dello stesso anno, uscì un Jane Eyre diretto da Martin Faust, nel cui cast compaiono nei ruoli principali Alberta Roy e John Charles.
Hall Crane aveva interpretato Lord Rochester nel primo adattamento cinematografico, un Jane Eyre del 1910 diretto da Theodore Marston.
Terza versione del romanzo della Brontë, il film è interpretato da Ethel Grandin e da Irving Cummings nel ruolo di Rochester. Gli altri interpreti erano John McCabe, Miss Burke, Mrs. Hempstone, Lois Alexander, Marie Hazelton, Margery Wilson. Il film fu il debutto sullo schermo per la diciassettenne Margery Wilson che, in seguito, si specializzò in ruoli western, diventando anche produttrice e regista.

## Trama
Jane Eyre, dopo una dura infanzia passata da parenti che non la amano, diventa insegnante e trova lavoro presso una ricca famiglia. La sua acuta intelligenza provocherà l'interesse del suo datore di lavoro, Rochester, che la chiederà in moglie. Ma l'uomo è già - infelicemente - legato a un'altra donna, una moglie pazza che non vuole lasciarlo. La tragedia si consuma quando la moglie darà fuoco alla loro residenza, morendo nel rogo. Rochester perde la vista e Jane ritorna da lui.

## Produzione
Prodotto dall'Independent Moving Pictures Co. of America (IMP)

## Distribuzione
Uscito negli Stati Uniti il 9 febbraio 1914, il film - un cortometraggio in due bobine - fu distribuito dalla Universal Film Manufacturing Company, Incorporated.